# Відкритий чемпіонат США з тенісу 2013
Відкритий чемпіонат США з тенісу 2013 проходив з 26 серпня по 9 вересня 2013 року на відкритих кортах Тенісного центру імені Біллі Джін Кінґ у парку Флашінґ-Медоуз у районі Нью-Йорку Квінз. Це четвертий, останній турнір Великого шолома календарного року. 

## Результати

### Дорослі
Чоловіки, одиночний розряд
- Рафаель Надаль переміг   Новака Джоковича, 6–2, 3–6, 6–4, 6–1

Жінки, одиночний розряд
- Серена Вільямс перемогла  Вікторію Азаренко, 7–5, 6–7(6–8), 6–1

Чоловіки, парний розряд
- Леандер Паес /  Радек Штепанек перемогли пару  Александер Пея /  Бруно Суареш, 6–1, 6–3

Жінки, парний розряд
- Андреа Главачкова /  Луціє Градецька   перемогли пару  Ешлі Барті /  Кейсі Деллаква, 6–7(4–7), 6–1, 6–4

Мікст
 Андреа Главачкова /  Макс Мирний перемогли пару  Абігейл Спірс /  Сантьяго Гонсалес, 7–6(7–5), 6–3

### Юніори
Хлопці, одиночний розряд
- Борна Чорич переміг  Танасі Коккінакіса, 3–6, 6–3, 6–1

Дівчата, одиночний розряд
- Ана Конюх перемогла  Торнадо Алісію Блек, 3–6, 6–4, 7–6(8–6)

Хлопці, парний розряд
- Каміл Майхржак /  Мартін Редліцкі перемогли пару  Квентін Аліс /  Фредеріко Феррейра Сілва 6–3, 6–4

Дівчата, парний розряд
- Барбора Крейчикова /  Катержина Сінякова перемогли пару  Белінда Бенчич /  Сара Соррібес Тормо, 6–3, 6–4